# Secolarismo
Con secolarismo (dal latino saeculum, che indicava tutto ciò che non appartiene alla religione) si intende l'aderenza politica e culturale ai principi della laicità.
Il secolarismo è tipico dei Paesi occidentali: anche se l'alleanza tra feudalesimo e clero cattolico non raggiunse mai il livello del cesaropapismo di tradizione orientale, il passaggio da una società feudale - dai poteri incentrati su un'unica persona e fortemente influenzata dalla religione - a una società moderna fu frutto di una lenta evoluzione: ciò è avvenuto tra il 1500 e il 1700 (che indicano rispettivamente l'umanesimo e l'illuminismo).
Il processo di secolarizzazione poté dirsi effettivamente compiuto in Europa alla conclusione delle guerre religiose, fra il 1618 e il 1648. L'ultima guerra di religione europea è solitamente considerata la Guerra dei Trent'anni e, significativamente, la pace di Vestfalia sancì l'abbandono delle connotazioni religiose dei principati tedeschi: essi seguivano il principio Cuius regio eius religio, ma da allora svilupparono una tendenza a evitare l'ostentazione della religione di Stato per salvaguardare la pace religiosa tra i sudditi. Ne derivò lo sviluppo della laicità dello Stato, abbracciata poi anche dalla Francia della Rivoluzione e progressivamente estesasi a tutto il continente.
Il secolarismo è tipico anche per gli Stati socialisti che sovente dichiarano l'ateismo di stato oppure una "forte laicità". Ad esempio l'Unione Sovietica, la Corea del Nord, la Cina, il Vietnam, ecc.

## Effetti del secolarismo
Il secolarismo porta a un allontanamento delle sfere di potere (legislativo, esecutivo, giudiziario) tra loro, ma soprattutto alla separazione della sfera religiosa dalla sfera politica e, di conseguenza, alla visione della religione come una cosa privata personale e non più pubblica; ciò dovrebbe avere come effetto (e obiettivo) il rispetto per tutte le religioni, ma altresì la perdita di importanza di essa nella vita e nelle opinioni non prettamente riferite alla religione.
Parlando di secolarismo, ci si riferisce spesso anche ai Paesi islamici che, in molti casi, non sono "secolarizzati", cioè non ritengono divisibile completamente le sfere di influenza dei vari poteri, riunendo molto spesso poteri religiosi e politici in mano a un'unica persona, anche se non convenzionalmente: in pratica, il popolo segue quello che dice un'autorità di culto, quale un capo religioso (p.e. ʿālim, mullā o ayatollah), anche se ufficialmente non ha nessuna carica istituzionale.